# Heather Kulik
Pour les articles homonymes, voir Kulik.
Heather J. Kulik est une chimiste américaine et scientifique des matériaux informatiques qui est professeure agrégée au Massachusetts Institute of Technology. Ses recherches portent sur la conception informatique de nouveaux matériaux et l'utilisation de l'intelligence artificielle pour prédire les propriétés des matériaux.

## Formation
Kulik a obtenu son baccalauréat en génie chimique à Cooper Union en 2004. Elle a déménagé au Massachusetts Institute of Technology pour ses études supérieures, où elle a rejoint le Département des sciences et de l'ingénierie des matériaux et a travaillé sous la supervision de Nicola Marzari . Au cours de ses recherches doctorales, elle a introduit un modèle U de Hubbard aux calculs de la théorie de la fonctionnelle de la densité, ce qui a amélioré l'étude des complexes de métaux de transition. La théorie fonctionnelle de la densité permet la prédiction et l'étude de nouveaux matériaux avec un coût de calcul limité. Parmi ces matériaux, Kulik s'est concentrée sur les complexes de métaux de transition, car leurs électrons très localisés rendent inappropriée la décollimation non physique qui se produit dans les simplifications de la DFT. Elle a obtenu son doctorat en 2009 avec son doctorat en science et génie des matériaux et une thèse intitulée First-principles transition-metal catalysis : efficient and accurate approaches for studying enzymatic systems.
Kulik a ensuite mené des recherches postdoctorales avec Felice Lightstone au Laboratoire national Lawrence Livermore. Elle a ensuite travaillé aux côtés de Todd Martínez à l'Université Stanford et de Judith Klinman à l'Université de Californie à Berkeley sur les structures électroniques à grande échelle des biomolécules.

## Recherche et carrière
En 2013, Kulik a rejoint le corps professoral du Massachusetts Institute of Technology en tant que titulaire de la chaire de développement de carrière Joseph R. Mares. Elle se spécialise dans la modélisation informatique et l'intelligence artificielle pour accélérer la découverte de nouveaux matériaux et catalyseurs. En particulier, Kulik développe de nouvelles stratégies pour améliorer la précision de la théorie fonctionnelle de la densité,.

## Récompenses et honneurs
- 2017 Chercheur influent I&ECR, promotion 2017 [6],[7]
- 2018 Prix DARPA pour jeunes professeurs [8]
- 2019 Prix de conférence du Journal of Physical Chemistry [9]
- 2019 Prix CAREER (en) de la National Science Foundation [10]
- Prix Marion Milligan Mason de l'Association américaine pour l'avancement des sciences (AAAS)[11]
- 2019 Conférencière à l'Université de Princeton[12]
- 2019 Prix Novartis en début de carrière [1]
- 2020 Prix de la bourse du directeur de la Defense Advanced Research Projects Agency (DARPA)[8]
- 2021 Bourse de recherche Sloan [13]

## Publications (sélection)
- (en) Heather J Kulik, Matteo Cococcioni, Damian A Scherlis et Nicola Marzari, « Density functional theory in transition-metal chemistry: a self-consistent Hubbard U approach », Physical Review Letters, Woodbury, APS, vol. 97, no 10,‎ 5 septembre 2006, p. 103001 (ISSN 0031-9007, 1079-7114 et 1092-0145, OCLC 1715834, BNF 34469702, PMID 17025809, DOI 10.1103/PHYSREVLETT.97.103001, arXiv cond-mat/0608285).
- (en) Jon Paul Janet et Heather J Kulik, « Predicting electronic structure properties of transition metal complexes with neural networks », Chemical Science, RSC, vol. 8, no 7,‎ 17 mai 2017, p. 5137-5152 (ISSN 2041-6520, 2041-6539 et 1478-6524, OCLC 648957145, PMID 30155224, PMCID 6100542, DOI 10.1039/C7SC01247K, arXiv 1702.05771).
- (en) Heather J Kulik, « Perspective: Treating electron over-delocalization with the DFT+U method », The Journal of Chemical Physics, AIP, vol. 142, no 24,‎ 1er juin 2015, p. 240901 (ISSN 0021-9606, 1089-7690 et 1520-9032, PMID 26133400, DOI 10.1063/1.4922693).
- (en) Jon Paul Janet et Heather J. Kulik, Machine Learning in Chemistry, American Chemical Society, 29 mai 2019 (ISBN 978-0-8412-9900-9, DOI 10.1021/acs.infocus.7e4001)
- Lisi Xie, Qing Zhao, Klavs F. Jensen, Heather Kulik « Direct Observation of Early-Stage Quantum Dot Growth Mechanisms with High-Temperature Ab Initio Molecular Dynamics », The Journal of Physical Chemistry C 120 (4), 2472-2483 (2016)[14].